# 斯科特·斯托林斯
斯科特·斯托林斯（Scott Stallings）是美國的一位職業高爾夫球運動員。他現在參加PGA巡迴賽的賽事。出生在馬塞諸塞州的伍斯特。高中時期則在田納西州度過，并在那裡開始了高爾夫球生涯。在2007年轉為職業球手。迄今已贏得兩個PGA巡迴賽賽事的錦標。